# Літ Атлетік
«Літ Атлетік» (англ. Leith Athletic Football Club) — шотландський футбольний клуб з Единбурга, створений 1887 року. У 1891—95 і 1930—32 роках виступав у вищому дивізіоні Шотландії, але 1955 року був розформований. Відновлений 1996 року і з того часу грає у нижчих лігах країни.

## Історія
Клуб «Літ Атлетік» було засновано 1887 року в невеличкому портовому містечку Літ, який з 1920 року став північним районом Единбурга. 1891 року клуб був включений до Шотландської футбольної ліги, і з сезону 1891/92 став виступати у вищому і на той момент єдиному дивізіоні ліги, де провів чотири сезони.
За підсумками сезону 1894/95 клуб зайняв останнє місце і вилетів до Другого дивізіону, де в подальшому грав тривалий час. У 1906 та 1910 рока клуб вигравав Другий дивізіон, але не був допущений до Першого дивізіону. У 1915 році Другий дивізіон було скасовано через Першу світову війну і клуб став виступати у Східній футбольній лізі.
Після одного сезону в Шотландському союзі (1923—24) «Літ Атлетік» був включений до Третього дивізіону Шотландської футбольної ліги, де грав до 1926 року, поки дивізіон не було розпущено. Після цього клуб за рішенням голосування не було взято до Другого дивізіону та виключено з Шотландської футбольної ліги, на чому наполягали два найвідоміші клуби Единбурга «Гарт оф Мідлотіан» і «Гіберніан».
Втім наступного 1927 року клуб все ж було повернути до футбольної ліги і включено до Другого дивізіону, який клуб виграв у 1930 році і після тривалої перерви повернувся до елітного шотландського дивізіону. У вищій лізі клуб провів два сезони, поки за підсумками сезону 1931/32 не зайняв останнє 20-те місце та знову не вилетів до Другого дивізіону. Тут «Літ Атлетік» грав до початку сезону 1939/40, який було перервано після 4-х турів через початок Другої світової війни.
Під час війни команда грала у регіональних змаганнях, а 1946 року стала одним із співзасновників Третього дивізіону, куди і була включена. У наступні кілька сезонів команда пересувалась між третім і другим дивізіоном аж до 1953 року, після чого залишилась поза жодною лігою аж до 1955 року, коли і була розпущена.
1996 року «Літ Атлетік» був відновлений як молодіжна команда для гравців від 5 до 21 років і стала виступати у Аматорській футбольній лізі Центральної Шотландії, самостійній футбольній лізі для аматорських команд із Центральної Шотландії. У 2008 році клуб об'єднався з командою «Единбург Атлетік» і зайняв його місце у Футбольній лізі Східної Шотландії і в наступні роки грала в нижчих лігах чемпіонату Шотландії.